# Judite e sua criada
Judite e sua criada é uma pintura da artista italiana barroca Artemisia Gentileschi. Localiza-se no Palácio Pitti, em Florença.